# داني هوني
داني هوني (بالإنجليزية: Daniel Hone)‏ هو لاعب كرة قدم بريطاني في مركز الدفاع، ولد في 15 سبتمبر 1989 في كرويدون في المملكة المتحدة. لعب مع نادي بارو ونادي دارلنجتون ونادي لينكولن سيتي.

## وصلات خارجية
- داني هوني على موقع قاعدة بيانات كرة القدم.إي يو (الإنجليزية)
- داني هوني على موقع Soccerbase.com (لاعب) (الإنجليزية)